# Menestral

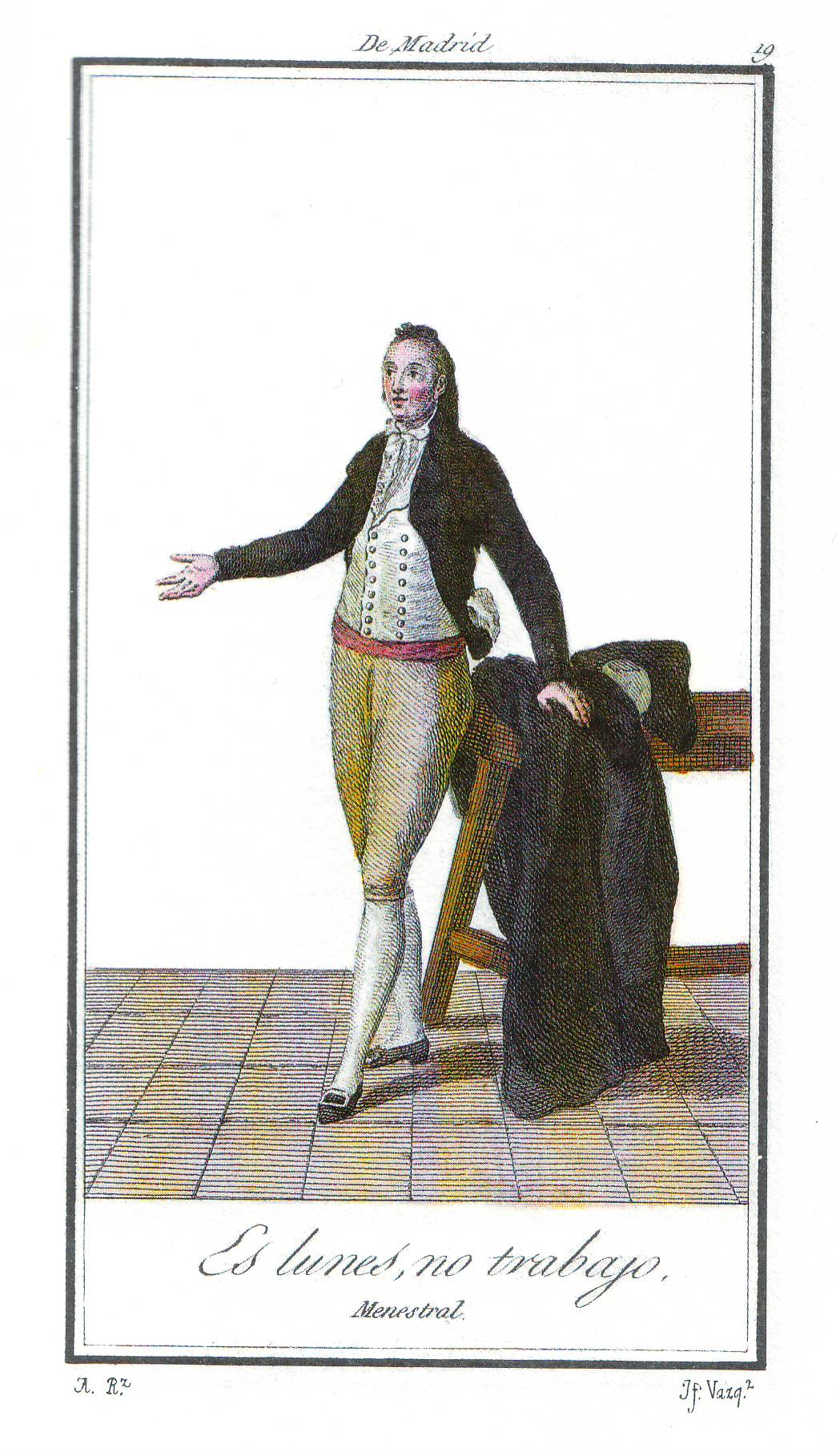
Menestral, en el catálogo de trajes de Madrid, dibujado por Antonio Rodríguez Onofre, y publicado en 1801.

Menestral es un término asociado a los trabajadores que desarrollaban diversos oficios, preferentemente mecánicos, esto es, manuales o artesanos.
Con el incremento y poder de estas clases, se comenzaron a establecer asociaciones para su defensa y desarrollo, como las que se dieron en Sahagún, en el Reino de León a mediados del siglo XII.

## En la Corona de Aragón
Históricamente, en la Corona de Aragón los menestrales eran una clase social surgida del Antiguo Régimen estamental, que posteriormente fue considerada parte de la pequeña burguesía.
Se definían como menestrales aquellos oficios relacionados con artes mecánicas; como herreros o sastres. 
El concepto de menestral era contrapuesto al de artista y a diferencia de estos, no se agrupaban en colegios sino en gremios o cofradías. 
A lo largo de los años, la influencia de la menestralía creció sobre todo en las ciudades de Barcelona y Mallorca. Así, en la primera, los menestrales participaron en el consejo municipal desde 1257. En Mallorca estaban representados en el Gran i General Consell en la misma proporción que los mercaderes. Tras la victoria borbónica de 1714 los gremios fueron apartados del poder municipal en la Corona de Aragón, quedando la distinción entre menestral y artista limitada únicamente a un valor social.